# Kistelek
Kistelek est une ville et une commune rattaché au district du même nom du comitat de Csongrád en Hongrie.